# Le Champ Dolent, le roman de la Terre
Le Champ Dolent, le roman de la Terre est une mini-série franco-belge en quatre épisodes de 90 minutes environ, réalisée par Hervé Baslé et diffusée à partir du 25 novembre 2002 sur France 2 puis sortie en DVD le 11 décembre 2002.

## Synopsis
Cette mini-série raconte la vie d'un couple de paysans à travers l'histoire de la famille Le Reculou. L'action se déroule dans la région bretonne de Vitré (Ille-et-Vilaine), dans une ferme près d'un mystique menhir nommé « Le Champ Dolent » situé dans le champ de la famille. Ce téléfilm présente l'évolution du monde rural en France à travers tout le XXe siècle par le biais d'une série de flash-back. Beaucoup de sujets sont abordés comme la vie pénible à la ferme, le manque de confort, la promiscuité, le travail harassant dans les champs, la mobilisation de la Grande Guerre et le travail des femmes, l'arrivée du progrès social et technique et sa difficile acceptation, l'exode rural, ou encore les on-dit, les ragots du village, les problèmes d'héritage, les secrets de famille honteux et inavouables...

## Distribution
- Jean Yanne : Jean-Baptiste Le Reculou
- Antoine Basler : Jean-Baptiste jeune
- Théo Saulnier : Jean-Baptiste enfant
- Yolande Moreau : Louise Le Reculou
- Vanessa Guedj : Louise jeune
- Maurice Bénichou : Célestin Angelmon
- Tanguy Bothorel : Célestin Angelmon enfant
- Paul Crauchet : Jules (père de Jean-Baptiste)
- Jacques Bonnaffé : Jules jeune
- Michèle Gleizer : Mélanie (grand-mère de Jean-Baptiste)
- Geneviève Mnich : Finette (mère de Jean-Baptiste)
- Marina Golovine : Finette jeune
- Philippe Demarle : Pierre (fils de Jean-Baptiste)
- Mélanie Leray : Suzon (belle-fille de Jean-Baptiste)
- Raphaëlle Cambray : Anne (fille de Jean-Baptiste)
- Alain Frérot : Léon (ami et voisin de Jean-Baptiste)
- Ilroy Plowright : Léon jeune
- Anne Azoulay : Sœur Clémence
- Olivier Saladin : André Lamy (vendeur du tracteur)
- Gérard Darrieu : Gustave (le Maire)
- Thierry Barbet : Henri
- Michel Chenier : Émile
- Manuel Le Lelièvre : Didi
- Julie Voisin : Colombe
- Antoine Fayard : Étienne
- Julie-Marie Parmentier : Jeanne
- Geneviève Fontanel : Charlotte
- Joseph Cordier : Jacques
- Paul Le Person : L'éleveur
- Guy Parigot : Le président CUMA
- Michèle Havy : La femme de l'éleveur
- Pascal Roigneau : Me Lecompte
- Jean Barrier : L'agriculteur CUMA
- Vincent de Bouard : Le Vicaire

## Épisodes

### Épisode 1
Le 22 juillet 1974, Jean-Baptiste Le Reculou marie sa fille. Il s'éclipse de la salle des fêtes et contemple le menhir du Champ Dolent avec son fils Pierre. Il se remémore son passé lointain.

### Épisode 2
Après le retour de Jules du front de la Grande Guerre, la naissance de Jean-Baptiste est singulière. Finette, sa mère perd les eaux en plein champ. Elle accouche alors au pied du menhir du Champ Dolent sous une pluie battante. 

### Épisode 3
Un soir de mars 1914, le grand-père de Jean-Baptiste décède dans un champ pendant une nuit d'orage laissant sa femme Mélanie veuve avec ses quatre enfants (Jules, Jean, Ferdinand dit « Le Demeuré » et Colombe). Jules et Jean quittent le village de Saint-M'Hervé en train pendant la grande Mobilisation française de 1914. Mélanie s'occupe de la gestion de la ferme avec son fils handicapé mental Ferdinand et sa fille Colombe avec l'aide des autres femmes du village. 

### Épisode 4
Vers la fin du XXe siècle, Jean-Baptiste se retrouve seul après le décès de sa femme Louise. La question de l'héritage de la ferme surgit alors. La fille de Jean-Baptiste souhaite en faire une ferme équestre. Le retraité refuse car il veut qu'elle reste une ferme. C'est ainsi que sa petite-fille Jeanne dite « Choup(in)ette », ingénieur agronome fraîchement diplômée reprend la ferme pour l'exploiter. 

## Lieux de tournage
- Vitré (Ille-et-Vilaine) (monastère Saint-Nicolas, jardin et son cloître, Place de la Gare, Place du Marchix, ancien bar de la rue du Bourg-aux-Moines)
- Moulins (Ille-et-Vilaine), Place de l'Église
- Saint-M'Hervé, le champ avec le menhir
- Le Pertre dans le château de Bel-Air
- Argentré-du-Plessis
- Bais (Ille-et-Vilaine), salle des fêtes (scène du mariage)
- Rennes, quai Émile Zola, Place de la Mairie et Place du Parlement de Bretagne
- La Chapelle-Erbrée est le village que l'on voit du champ du menhir, sur l'autre rive de l'étang de Haute-Vilaine.

## Autour du film
- Le menhir du Champ Dolent utilisé pour le film est un faux. Le véritable se trouve sur la commune de Dol-de-Bretagne. Celui utilisé pour le film existe toujours et a été transféré à l'entrée de la commune de Saint-M'Hervé, au carrefour de la RD 777 et la RD 24. Ainsi, un hommage est rendu à la série de Hervé Baslé, qui a mis cette commune au cœur de l'intrigue.
- Par cette série, le réalisateur Hervé Baslé rend hommage à son père qui fut paysan[1] à Saint-Coulomb.